# فریپورت (کالیفرنیا)
فریپورت (به انگلیسی: Freeport) یک منطقهٔ مسکونی در ایالات متحده آمریکا است که در ساکرامنتو، کالیفرنیا واقع شده‌است. فریپورت ۰٫۱۱۵ کیلومتر مربع مساحت و ۳۸ نفر جمعیت دارد و ۵٫۵ متر بالاتر از سطح دریا واقع شده‌است.